# Alister Campbell (rugby à XV, 1979)
Pour les articles homonymes, voir Alister Campbell et Campbell.

a Compétitions nationales et continentales officielles uniquement.

b Matchs officiels uniquement.
Alister Munro Campbell, né le 17 juillet 1979 à Newcastle (Australie), est un joueur international australien de rugby à XV jouant au poste de deuxième ligne.
Il compte 4 sélections avec l'équipe d'Australie, obtenant sa première cape le 2 juillet 2005 lors d'un test match contre l'équipe de France.

## Biographie
En mars 2009, il est sélectionné avec le XV du président, sélection de joueurs étrangers évoluant en France coachée par Vern Cotter, pour jouer un match amical contre les Barbarians français au Stade Ernest-Wallon à Toulouse. Le XV du président l'emporte 33 à 26.

## Statistiques en équipe nationale
- 4 sélections
- sélections par année : 1 en 2005, 3 en 2006